# Mathew Helm
Mathew Glen Helm (* 9. Dezember 1980 in Bourke) ist ein ehemaliger australischer Wasserspringer. Er startete im 10-m-Turm- und 10-m-Synchronspringen. Er gewann zwei Medaillen bei Olympischen Spielen und errang einen Weltmeistertitel. Sein Synchronpartner war Robert Newbery.
Helm nahm an drei Olympischen Spielen teil. Er startete jeweils im Einzel vom 10-m-Turm und im 10-m-Synchronspringen mit Robert Newbery. 2000 in Sydney wurde er Achter vom Turm und Fünfter im Synchronspringen. 2004 in Athen gewann er zwei Medaillen. Vom Turm errang er Silber, im Synchronspringen Bronze. 2008 in Peking wurde er vom Turm Sechster und im Synchronspringen verpasste er als Vierter eine Medaille knapp.
Helm nahm 2001 in Fukuoka erstmals an den Weltmeisterschaften teil. Vom 10-m-Turm gewann er Bronze, im Synchronwettbewerb wurde er Vierter. Bei den Weltmeisterschaften 2003 in Barcelona gelang Helm auch ein erster Titelgewinn. Er siegte mit Newbery im 10-m-Synchronspringen. Zudem holte er vom 10-m-Turm Silber.
Ein Doppelsieg gelang Helm bei den Commonwealth Games 2006 in Melbourne. Er siegte im 10-m-Turm- und Synchronspringen.
Helm beendete seine Karriere zunächst nach den Commonwealth Games 2006, startete aber für die Olympischen Spiele 2008 ein Comeback. Heute arbeitet er als Trainer. Helm lebt offen homosexuell.